# Griffin (Indiana)
Griffin és una població dels Estats Units a l'estat d'Indiana. Segons el cens del 2000 tenia 160 habitants.

## Demografia
Segons el cens del 2000, Griffin tenia 160 habitants, 73 habitatges, i 42 famílies. La densitat de població era de 882,5 habitants/km².
Dels 73 habitatges en un 17,8% hi vivien nens de menys de 18 anys, en un 52,1% hi vivien parelles casades, en un 5,5% dones solteres, i en un 41,1% no eren unitats familiars. En el 34,2% dels habitatges hi vivien persones soles el 26% de les quals corresponia a persones de 65 anys o més que vivien soles. El nombre mitjà de persones vivint en cada habitatge era de 2,19 i el nombre mitjà de persones que vivien en cada família era de 2,84.
Per edats la població es repartia de la següent manera: un 19,4% tenia menys de 18 anys, un 8,8% entre 18 i 24, un 18,8% entre 25 i 44, un 33,1% de 45 a 60 i un 20% 65 anys o més.
L'edat mediana era de 47 anys. Per cada 100 dones de 18 o més anys hi havia 87 homes.
La renda mediana per habitatge era de 26.786$ i la renda mediana per família de 42.083$. Els homes tenien una renda mediana de 28.125$ mentre que les dones 18.750$. La renda per capita de la població era de 18.074$. Entorn del 7% de les famílies i el 17,9% de la població estaven per davall del llindar de pobresa.

## Poblacions més properes
El següent diagrama mostra les poblacions més properes.